# Gongronema wrayi
Gongronema wrayi är en oleanderväxtart som beskrevs av George King och Gamble. Gongronema wrayi ingår i släktet Gongronema och familjen oleanderväxter. Inga underarter finns listade i Catalogue of Life.